# Jorge Ginarte
Jorge Ginarte (16 de mayo de 1940 - 7 de junio de 2010) fue un futbolista y entrenador de fútbol argentino. Jugaba como defensor. Destacó jugando para Los Andes y Huracán; también jugó en el ascenso en Temperley y en México con Pachuca.
Es considerado como uno de los máximos ídolos en Los Andes, donde triunfo como entrenador haciendo Ascender al "Mirayitas" a Primera División en el 2000. 
Falleció el 7 de junio del 2010 debido a un cáncer.

## Jugador

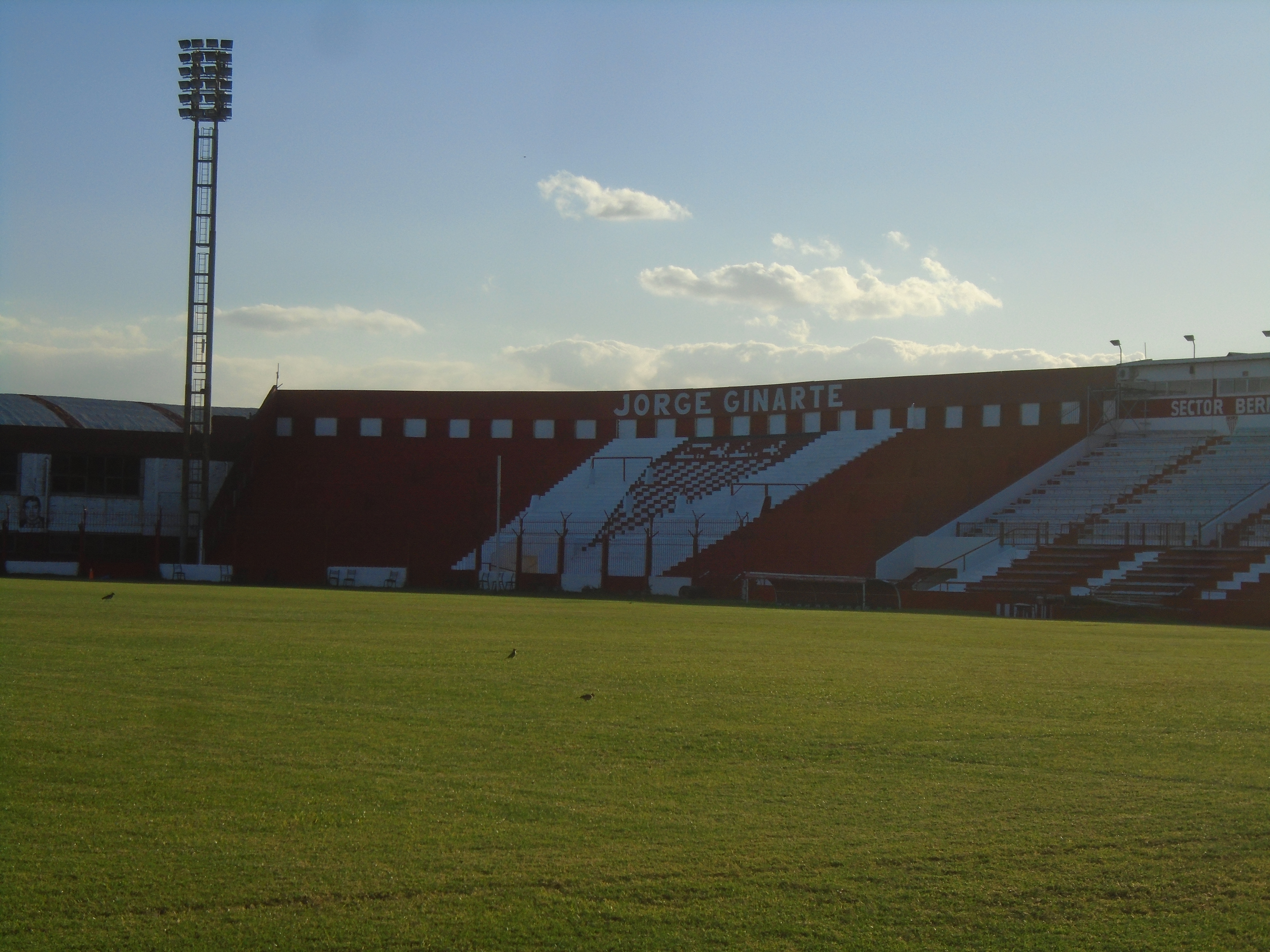
Tribuna Jorge Ginarte, en el estadio Eduardo Gallardón de Los Andes.

Su debut deportivo fue en Temperley en 1960, donde realizó una buena campaña. De ahí es llamado a Huracán en 1963, donde disputó 5 temporadas con el equipo de Parque Patricios.
En 1968 pasa a Los Andes y es parte de la campaña más exitosa del club de Lomas de Zamora. Terminando en el sexto puesto del Torneo Nacional 1968.
luego de un paso por Racing Club, regresa a Los Andes en 1969. De ese año a 1971 jugó en México con el Pachuca.

### Retiro
Se retira en 1971, en su primer club Temperley.

## Entrenador
Ya como técnico, se destacó con su ascenso a Primera División en el año 2000 con el club que más lo identificó, Los Andes, al que dirigió en nueve períodos.
Además, estuvo en el banco de Temperley, El Porvenir, Almirante Brown, Lanús, Ferro de General Pico, Talleres de Remedios de Escalada, Tigre, San Martín de Tucumán, Colón, Atlético Tucumán, Instituto, Belgrano, Atlanta, Gimnasia y Tiro, Atlético Rafaela, Defensa y Justicia y Sarmiento, en donde lució por última vez su buzo de entrenador.

## Tribuna Jorge Ginarte
El 1 de enero del 2017, como conmemoraron de los 100 años del Club Los Andes, la tribuna Boedo es reinaugurada con el nombre Tribuna Jorge Ginarte, en homenaje al fallecido técnico.
- Datos: Q6278053